# 周時中 (嘉靖進士)
周時中（1522年—？），字從道，廣西桂林右衛官籍，山東濟南府臨邑縣人，明朝政治人物。

## 生平
廣西鄉試第十八名舉人。嘉靖三十二年（1553年）中式癸丑科會試第三百六十六名，二甲第七十九名進士。

## 家族
曾祖周清；祖父周鏞，儀賓；父周瑾，知縣。母丁氏；繼母李氏。具庆下。兄周冕（千户）；周建中。兄周冕，授千戶。